# Linda Vista Herradura
Linda Vista Herradura är en ort i Mexiko.   Den ligger i kommunen San Andrés Nuxiño och delstaten Oaxaca, i den sydöstra delen av landet, 300 km sydost om huvudstaden Mexico City. Linda Vista Herradura ligger 2 336 meter över havet och antalet invånare är 150.
Terrängen runt Linda Vista Herradura är kuperad. Runt Linda Vista Herradura är det ganska glesbefolkat, med 27 invånare per kvadratkilometer. Närmaste större samhälle är San Francisco Telixtlahuaca, 16,2 km nordost om Linda Vista Herradura. I omgivningarna runt Linda Vista Herradura växer i huvudsak blandskog.